# Germano Caraffini
Germano Giovanni Caraffini (Genova, 4 maggio 1936 – Genova, 6 ottobre 2011) è stato un lottatore italiano, specializzato nella lotta libera.

## Biografia
Fu tre volte campione italiano nella lotta libera nella categoria dei -79 kg a Venezia 1959, Faenza 1960 e Genova 1961.
Rappresentò la Italia ai Giochi olimpici estivi di Roma 1960 nel torneo dei pesi medi, disputato alla Basilica di Massenzio, dove fu eliminato al secondo turno, dopo aver perso ai punti con lo statunitense Ed DeWitt ed essere stato schienato dall'indiano Madho Singh.

## Palmarès
- Campionati italiani di lotta libera (3 titoli)

Venezia 1959: oro nei -79 kg;
Faenza 1960: oro nei -79 kg;
Genova 1961: oro nei -79 kg;